# Левшин, Геннадий Егорович
Геннадий Егорович Левшин (род. 1946) — советский и российский учёный, доктор технических наук (2003), профессор (2004), действительный член Международной академии авторов открытий и изобретений (1999).
Автор более 200 опубликованных работ, включая монографии, а также многих изобретений.

## Биография
Родился 1 августа 1946 года в городе Рубцовске Алтайского края в многодетной семье рабочего.
Окончив восемь классов школы, поступил в Рубцовский машиностроительный техникум, по окончании которого получил квалификацию техника-технолога по специальности «Литейное производство черных и цветных металлов» и был направлен по распределению на Алтайский тракторный завод. Работал техником-планировщиком и инженером-технологом в чугунолитейном цехе № 3, а затем — инженером и старшим инженером-руководителем формовочной лаборатории Центральной заводской лаборатории. В 1965 году поступил в Алтайский политехнический институт (АПИ, ныне Алтайский государственный технический университет), где получил квалификацию инженер-механик по специальности «Машины и технология литейного производства».
В 1971 году, после окончания вуза, продолжил обучение в аспирантуре Челябинского политехнического института (ныне Южно-Уральский государственный университет), где в 1974 году защитил кандидатскую диссертацию на тему «Исследование и разработка способа получения литейных „магнитных“ форм по извлекаемым разъемным моделям». С этого же года работает в Алтайском политехническом институте им. И. И. Ползунова, пройдя путь от ассистента до профессора кафедры «Машиностроительные технологии и оборудование». В 2002 году Левшин защитил докторскую диссертацию на тему «Научные и технологические основы изготовления отливок в магнитных разъемных формах».
Сфера научных интересов Г. Е. Левшина: формообразование намагниченными формовочными материалами литейных магнитных неразъемных и разъемных форм, способы индукционной тигельной плавки и плавильные печи для их осуществления, индукционные нагреватели малоэлектропроводных жидкостей. Геннадий Егорович был членом президиума краевой организации Всероссийского общества изобретателей и рационализаторов, его разработки экспонировались на выставках, международных конференциях и съездах.
Удостоен почётного звания «Заслуженный изобретатель Российской Федерации» (1999), стал лауреатом премии Учёного совета Алтайского государственного технического университета (1994), награждён памятным знаком «За заслуги перед АлтГТУ» и почетной грамотой Управления Алтайского края по промышленности и энергетике(2017).